# Eomazax pulcher
Eomazax
Genre
Espèce
Eomazax pulcher, unique représentant du genre Eomazax, est une espèce fossile d'araignées aranéomorphes de la famille des Corinnidae.

## Distribution
Cette espèce a été découverte dans de l'ambre de la mer Baltique. Elle date du Paléogène.

## Publication originale
- Petrunkevitch, 1958 : Amber spiders in European collections. Transactions of the Connecticut Academy of Arts and Sciences, vol. 41, p. 97–400.